# Radovan Světlík
Radovan Světlík (* 12. dubna 1974) je bývalý český profesionální tenista a tenisový trenér.
Světlík, jenž dosáhl 230. nejlepšího místa na světě, se kvalifikoval na svoji jedinou hlavní soutěž ATP Tour na turnaji Tento Czech Open 1999. Získal kvalifikační vítězství proti Petru Pálovi, Radomíru Vaškovi a Tuomasu Ketolovi, přičemž v prvním kole padl proti semifinalistovi z Australian Open Nicolásu Lapenttimu.
Během své kariery se také zúčastnil kvalifikací na French Open, Wimbledon a US Open.
Většinu času soutěžil na okruzích Challengeru a ITF. Vyhrál turnaj Challenger v Brixenu v roce 1999, kdy ve čtyřhrach hrál s Davidem Miketou.
V roce 2006 a 2007 hrál německou Bundesligu.
Hráčská kariéra:
- nejlepší umístění 230 ATP
- mistr České republiky ve dvouhře mužů v roce 2000
- mistr České republiky družstev dospělých s TK Prostějov
- vítěz challengeru v Brixenu ve čtyřhře a semifinalista dvouhry challengerů v Tampere a v Budapešti
- hlavní soutěž turnaje ATP v Praze
- reprezentace českého týmu B
- Trenérská činnost:
  - bývalý osobní trenér hráčů:
  - Ivo Minář (62 ATP)
  - Jan Hájek (71 ATP)
  - Tomáš Cakl (142 ATP)
  - Roman Kutáč (25 ITF)
  - Andrej Youzhny (400 ITF)
  - Martina Kubičíková (386 WTA)
  - Caroline Werner (361 WTA)
  - klubové zkušenosti získal jako šéftrenér HTK Třebíč a trenér v tenisové akademii ORLIK Robert v Kolíně nad Rýnem a v národním tenisovém centru v Prostějově
  - V současnosti trénuje závodní tenis v ŽLTC Brno

## Tituly Challenger

### Čtyřhra: (1)
| Rok  | Turnament      | Povrch | Spoluhráč    | Protivnící                    | Skóre    |
| ---- | -------------- | ------ | ------------ | ----------------------------- | -------- |
| 1999 | Brixen, Itálie | Jíl    | David Miketa | Manuel Jorquera Anthony Parun | 7–5, 6–4 |